# Juraj Kucka
Juraj Kucka (Bojnice, 26 de fevereiro de 1987) é um futebolista eslovaco que atua como volante. Atualmente, joga pelo Slovan Bratislava.

## Carreira
Kucka fez parte do elenco da Seleção Eslovaca de Futebol da Copa de 2010 e da Eurocopa de 2016.
Em 23 de junho de 2022, Kucka foi contratado pelo Slovan Bratislava, da Eslováquia.

## Títulos
Sparta Praha
- Campeonato Tcheco: 2009–10
- Supercopa da República Tcheca: 2010

Milan
- Supercopa da Itália: 2016